# Robert Masih Nahar
Robert Masih Nahar (Gurdaspur, Punjab, 5 de septiembre de 1974) es un político, Químico y trabajador social de origen indio, senador en el Senado de España.
Es licenciado en ciencias químicas y habla seis idiomas: catalán, inglés, castellano, hindi, italiano y punjabi. Llegado a Barcelona en 2005, es fundador del Cataluña Cricket Club, la Unión Deportiva Catalana de Clubes de Criquet y de la Federación Catalana de Criquet. También ha fundado el centro cultural de la India en Barcelona.
En febrero de 2017 sustituyó al exjuez Santiago Vidal como senador.
Fundador y presidente de Fundación Indali, ha desarrollado el programa de Solidaridad Alimentaria Barcelona a partir de marzo de 2020 en el contexto de la crisis causada por la COVID-19.